# リトル・ダーリング (マーヴィン・ゲイの曲)
「リトル・ダーリング」(Little Darling (I Need You)) は、ホーランド＝ドジャー＝ホーランドが作詞作曲してプロデュースし、マーヴィン・ゲイがタムラ・レーベルで録音して、1966年に発表したシングルの楽曲。
その後、1977年にはドゥービー・ブラザーズが7枚目のスタジオ・アルバム『運命の掟 (Livin' on the Fault Line)』に収録した。
また、1978年にはフラーテーションズ (Flirtations) がイギリスでシングルをリリースした。

## マーヴィン・ゲイ盤
この曲は、ミラクルズがプロデュースした前作「テイク・ディス・ハート・オブ・マイン (Take This Heart of Mine)」がそこそこのヒットとなった後を受けて、ヒット曲を次々生み出していたソングライティング・チームの3人組ホーランド＝ドジャー＝ホーランドを起用して、ゲイを再びトップ10ヒットに送り込みたいという狙いから制作された。
以前に共同作業が行われた「ハウ・スウィート・イット・イズ (How Sweet It Is (To Be Loved by You))」同様の音楽的背景から構想されたこの曲は、歌い手がその彼女に対して、彼女の「ナンバー・ワンの馬鹿 (number-one fool)」になると約束するから自分のそばにいて欲しいと告げる内容になっている。
この曲は、『ビルボード』誌のトップ・R&B・シングルのトップ40に入った。しかし、ポップ・チャートでは「テイク・ディス・ハート・オブ・マイン」ほどの成功は収めることはできず、Billboard Hot 100では最高47位に終わった。全英シングル・チャートでは最高50位であった。
日本ではシングルは発売されなかったが、日本盤がリリースされた様々なコンピレーション・アルバムなどに収録されており、曲名は「リトル・ダーリング」と表記されている。

### マーヴィン・ゲイ盤のパーソネル
- リード・ボーカル - マーヴィン・ゲイ
- バックグラウンド・ボーカル - ジ・アンダンテス (The Andantes)：Marlene Barrow, Jackie Hicks and Louvain Demps
- 作詞作曲 - ホーランド＝ドジャー＝ホーランド
- プロデュース - ブライアン・ホーランド（英語版）、ラモント・ドジャー（英語版）
- 伴奏 - ファンク・ブラザーズ (The Funk Brothers)

## ドゥービー・ブラザーズ盤
ドゥービー・ブラザーズ盤は、日本でもシングルがリリースされたが、曲名は「リトル・ダーリン」と表記された。

### ドゥービー・ブラザーズ盤のパーソネル
- マイケル・マクドナルド - キーボード、シンセサイザー、ボーカル
- パトリック・シモンズ - ギター、バッキング・ボーカル
- ジェフ・"スカンク"・バクスター - ギター
- タイラン・ポーター（英語版） - ベース、バッキング・ボーカル
- キース・ヌードセン（英語版） - ドラムス、バッキング・ボーカル
- ジョン・ハートマン（英語版） - ドラムス

### 追加ミュージシャン
- ボビー・ラカインド（英語版） - コンガ、バッキング・ボーカル
- ローズマリー・バトラー - バッキング・ボーカル
- デヴィッド・ペイチ - 管弦楽編曲